# زنجرگان

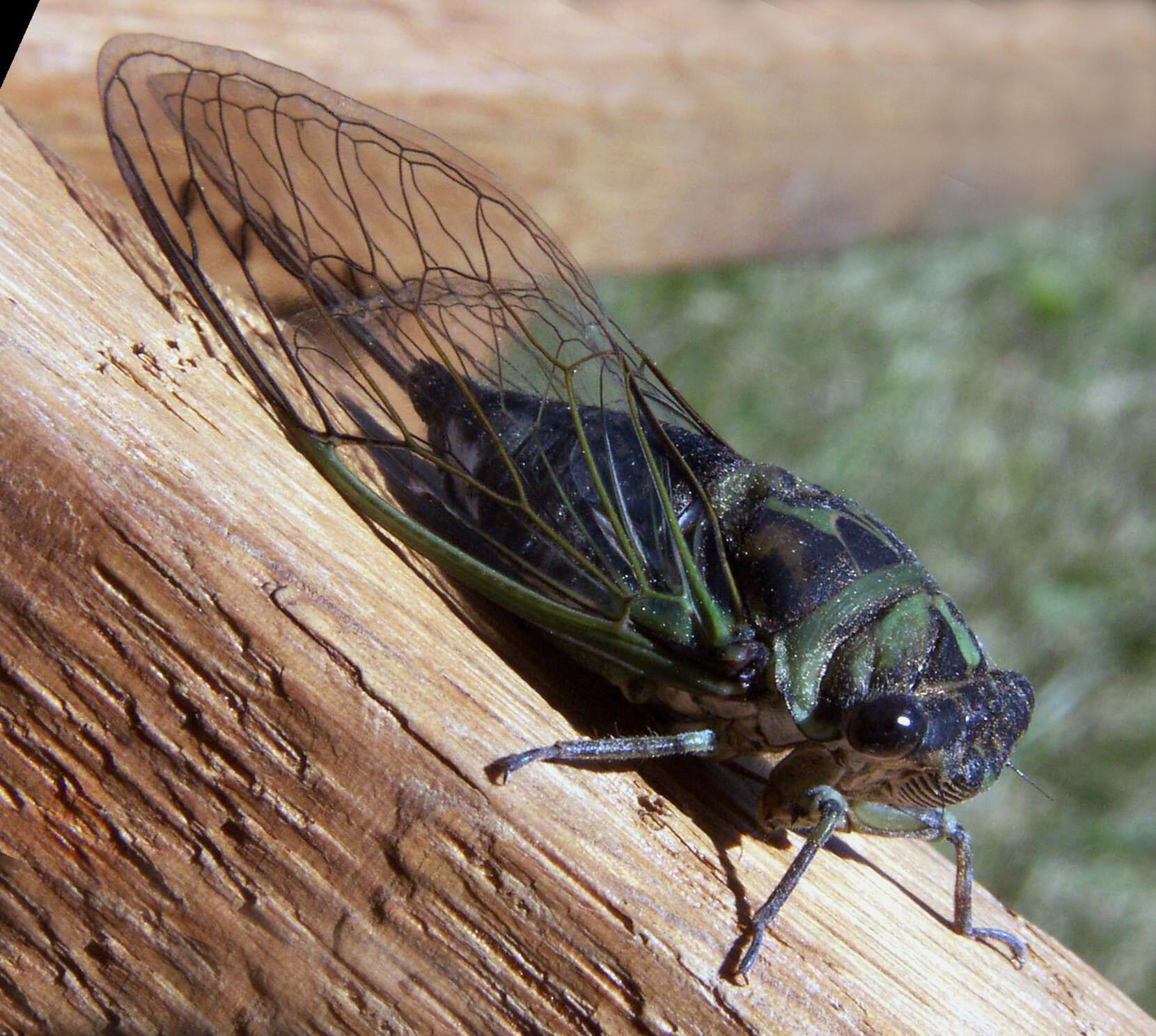
Tibicen linei

زنجرگان یا زنجرگان راستین (به لاتین: Cicadidae), بزرگ‌ترین خانواده زنجره‌ها است که بیش از ۳۲۰۰ گونه در سراسر جهان دارد. کهن‌ترین فسیل‌های قطعی شناخته‌شده مربوط به دوره پالئوسن هستند، پوره‌ای از کهربای برمه‌ای کرتاسه به این خانواده نسبت داده شده‌است، اما همچنین می‌تواند وابسته به زنجرگان پرمو (Tettigarctidae) باشد.